# Fântâni (okręg Gałacz)
Fântâni – wieś w Rumunii, w okręgu Gałacz, w gminie Nicorești. W 2011 roku liczyła 583 mieszkańców.